# The Sinner (roman)
Pour l’article homonyme, voir The Sinner.
The Sinner est un roman de 1999 écrit par Petra Hammesfahr. est traduit en anglais par John Brownjohn sous le titre The Sinner et est publié par Bitter Lemon Press en 2007 puis par Penguin Books en 2017,,.

## Résumé
Cora Bender et son mari Gereon décident de profiter de la belle journée ensoleillée pour pique-niquer au bord du lac.
Cora s'assoit sur sa serviette de plage et cueille une pomme pour son jeune fils. Devant eux, deux jeunes gens rient et s'amusent en écoutant de la musique. Soudain, elle se lève, s'approche du groupe et assène plusieurs coups de couteau à l'un des hommes.
La police est dépêchée sur les lieux, mais il n'y a aucun doute : Cora a avoué son crime et il y a des dizaines de témoins..

## Adaptations
Une série télévisée adaptée du roman a été produite par USA Network  intitulée The Sinner , tournée dans l'État de New York; diverses villes ont été utilisées  pour représenter le Dorchester fictif à New York. L'extérieur du bâtiment du tribunal de justice de Mt. Pleasant à Valhalla, New York , a été utilisé pour le bâtiment de la police de Dorchester.  initialement diffusée le 2 août  2017 sur USA Network . La série met en vedette Jessica Biel, Bill Pullman, Christopher Abbott, Dohn Norwood et Abby Miller (en).